# 拔丝

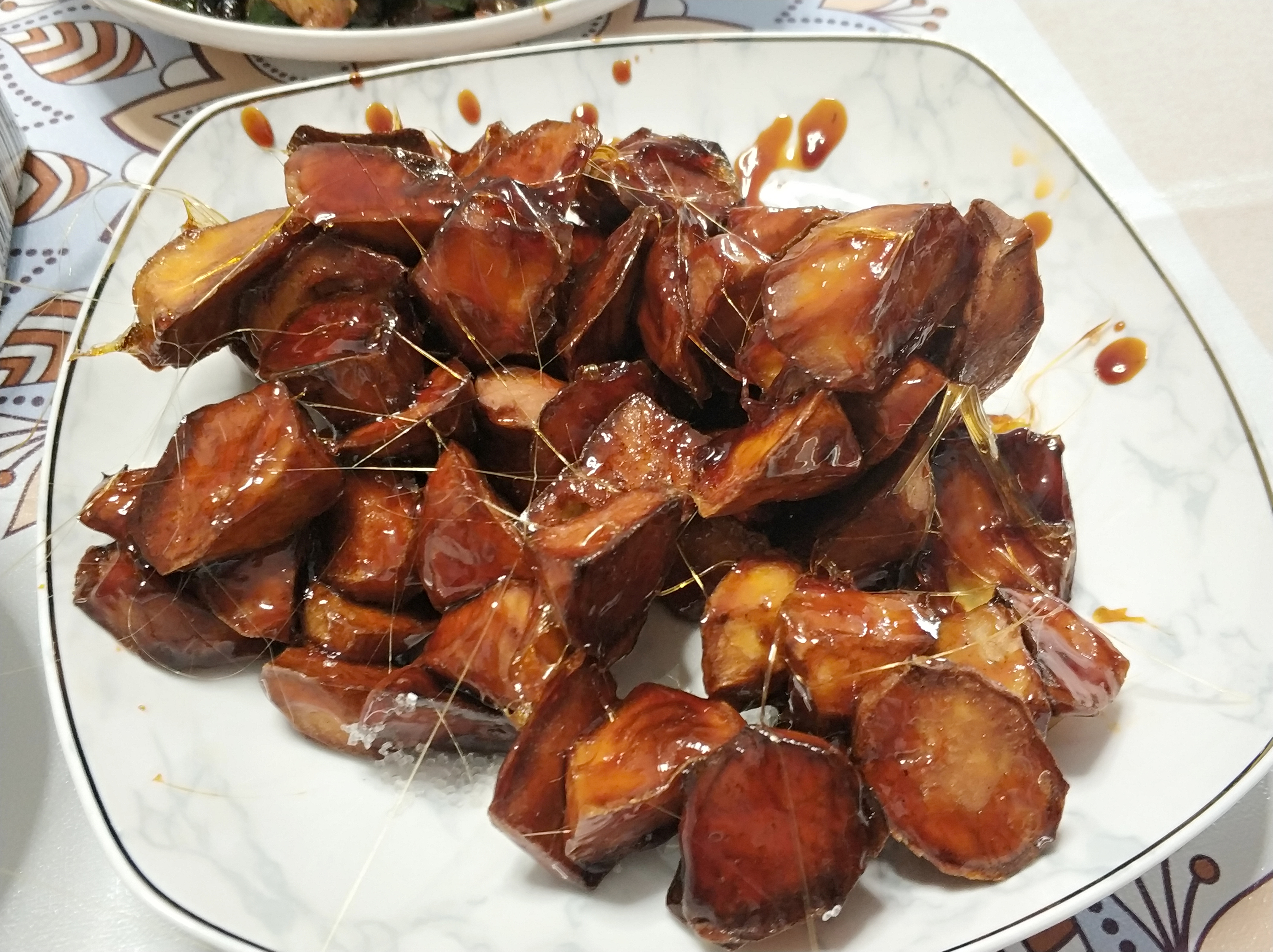
鲁菜中的拔丝地瓜

拔絲，是魯菜的技法，是指將糖熬煮至一定的濃稠程度，將預先炸好的食材到入糖漿中，快速攪拌，使筷子挾起食材時可以拉出長長的糖絲，又稱為「拉絲」，這種作法多用於甜點的製作。
拔絲名稱是在清朝才出現，不過在元朝就已經有類似的作法。
拔絲食材的選擇，建議以水分少的材料，例如蘋果、香蕉、芋頭、地瓜（蕃薯、甘藷）……等。值得注意的是，拔絲必須先熬糖漿，一邊用小火熬煮一邊攪拌，不可熬煮過久，以免糖漿還原。